# Ilirska Bistrica
Ilírska Bístrica (izgovarjava [iˈliːɾska ˈbiːstɾitsa] (), v Ilirski Bistrici; nemško Illyrisch Feistritz; italijansko Villa del Nevoso, pred 1927: Bisterza, madžarsko: Illírbeszterce) je mesto v dolini reke Reke na Notranjskem in sedež istoimenske občine. 
Mesto leži na severnem robu t. i. ilirskobistriške kotline, ki je nastala na robu Ilirskobistriškega fosilnega plazu ob vznožju Snežnika, nad izlivi potokov Bistrice, Molje in Pile v reko Reko. Istoimenska občina obsega območje gozdnatega Snežniškega pogorja, Reško dolino, vzhodni del Brkinov in del kraškega Podgrajskega podolja. Zaradi obmejne lege je značilna tradicionalna navezanost prebivalcev na Kvarner in Opatijsko riviero v Istri ter na Reko.

## Etimologija
Vodno ime Bistrica je slovanskega izvora in izhaja iz občne besede bystrica v pomenu 'hitro tekoča voda', ta pa iz pridevnika bystrъ (hitro tekoč, deroč).

## Opis mesta
Mestno naselje (od 1952) je nastalo z združitvijo več naselitvinih jeder (zdajšnji mestni predeli so Videm, Gorenc, Gabrje, Trnovo, Bistrica-Gornji kraj, Bistrica-Dolnji kraj, Nabreški kraj, Jasenska pila) na prisojni, pred burjo zaščiteni legi, pod strmim kraškim robom Snežnika. V naselju se od ceste Postojna-Reka odcepijo ceste proti Pivki, čez Brkine proti Podgradu in na Snežnik. Ob cesti na Zgornjo Pivko je naselju priključeno precej novo naselje »Gabrije« oz. S-13, pa tudi meja s sosednjima naseljema Kosezami na jugu in Jasenom na vzhodu je že zabrisana. 
Zgodovinski predel mesta je tik pod strmim apnenčastim pobočjem, ki višje preide v nekdanje travnate ravnice in umetno zasajene borove gozdove. Na severu se dviga vrh Stražica (711 m.n.m.), vzhodno Volčji Hrib (757 m.n.m.) in za njim Zelena dolina. Izpod strmih apnenčastih pobočji izvira potok Bistrica, ki ima tri občasne pritoke (Kukčeva, Sušec (ki izvira v slapu Sušec), Kovačevec), vsi trije izvirajo višje v pobočju. V Bistrico se pod naseljem izliva še potok Pila, ki priteče iz Jasenske Pile. Potok Bistrica je vir pitne vode za mesto in širšo okolico, zato je na izviru vodovodno zajetje, pod njim pa ribogojnica.
Sredi naselja je parkovno urejen Hrib svobode], opisno imenovan tudi »Brinškov grič« (433 m.n.m.), na katerem je spomenik prekomorskim brigadam in novejši spomenik, posvečen borcem združenja TIGR. Oba je izdelal kipar Janez Lenassi (za spomenik prekomorskim brigadam je dobil leta 1966 Nagrado Prešernovega sklada). Pred osnovno šolo Dragotin Kette stoji Kettejev spomenik. V naselju se je rodil slikar France Pavlovec.

### Urbanizacija in ustanove
Za občinsko stavbo se nahaja mestni park »Kindlerjev park«, z izborom različnih drevesnih vrst, vodnjakom ter jezerom z mostičkom. V mestu je Pavlovčeva galerija. V Ilirski Bistrici deluje Gimnazija Ilirska Bistrica, ki je dislocirana enota Šolskega centra Postojna. V mestu deluje Primorsko numizmatično društvo, ki izdaja kovance zasebne komplementarne valute "bistriški belič", ki jih v plačilo sprejema nekaj lokalov in drugih podjetij v mestu.

## Zgodovina
Za nastanek naselja so bili pomembni predvsem izdatni kraški izviri, obsežni snežniški gozdovi v zaledju, ter izredno ugodna prometna lega. Žagarstvo, mlinarstvo in trgovina so omogočili razvoj meščanstva in prvih manjših industrijskih obratov. Žage in mlini se omenjajo že v prvi polovici 15. stoletja, v 17. stoletju pa je reka Bistrica poganjala več kot 40 vodnih koles. V začetku 19. stoletja je bilo ob njej še 29 žag, ki so predelale letno do 3000 voz lesa, večinoma za prodajo na Reko in v Trst. Ko je bila leta 1873 zgrajena železniška proga do Reke, sta žagarska dejavnost in trgovina z lesom postali še pomembnejši, vrh sta dosegli med obema vojnama. Okrog leta 1900 je začela obratovati prva žaga na parni, leta 1938 pa žaga na električni pogon. Nekdanji mlini in žage v središču mesta so sedaj opuščeni. 
Naselje Bistrica se v pisnih virih prvič omenja leta 1300. Okoli leta 1830, se prvič omenja kot Ilirska Bistrica. V obdobju Avstro-Ogrske je bilo naselje še na Kranjskem, meja z Istro je potekala po slemenu Brkinov. V naselju sta bila tedaj že okrajno sodišče in davčni urad. Leta 1864 so v Ilirski Bistrici ustanovili Narodno čitalnico. Leta 1911 je naselje postalo trg. Do leta 1927 se je Ilirska Bistrica delila na naselji Bistrica na vzhodu in Trnovo na zahodu. V nasprotju z obrtno industrijsko Bistrico je bilo Trnovo pod skalnatim Gradiščem vedno bolj kmečko naselje. Po prvi svetovni vojni bilo naselje priključeno Italiji. Na semanji dan, 16. oktobra 1944, so Ilirsko Bistrico bombardirala zavezniška letala, kar je povzročilo veliko civilnih žrtev.

## Industrializacija
Prvi industrijski podjetji v Ilirski Bistrici sta bili prva kranjska tovarna testenin Pekatete, ki je začela delovati 1899 in manjša strojarna. Ko je tovarna testenin leta 1937 pogorela, so zgradili furnirnico in strojni žagarski obrat. Po drugi svetovni vojni je iz te osnove zrastlo podjetje Topol. 
Leta 1938 je bila v Trstu ustanovljena delniška družba »Fallersa« (Fabbrica Lastre, Legno, Reintegrato Società Autonoma). Družbo so ustanovili večinski, preko 70-odstotni delničar knez dr. Hugo Winzenz Windisch-Graetz in še štirje drugi sorodniki. Družba je imela že v lasti tovarno vezanih plošč v Pivki, furnirnico v Prestranku, lesni obrat v Postojni in druge lesnopredelovalne obrate. Prvotno so tovarno nameravali postaviti v Postojni, vendar so se kasneje zaradi proizvodnega postopka, ki je zahteval velike količine vode, odločili, da jo zgradijo v Trnovem pri Ilirski Bistrici, (tedaj Villa del Nevoso). Lokacija v Trnovem je bila poleg bližine reke Reke ugodnejša tudi zaradi bližine železnice in reškega pristanišča. Z gradbenimi deli so začeli v letu 1940, že leta 1943 pa so bila v veliki meri končana montažna dela strojev in opreme. Tovarna je bila med vojno leta 1945 raketirana in poškodovana. Po vojni so proizvodnjo obnovili, tovarno pa podržavili. Prve lesonitne plošče so bile izdelane 16. aprila 1946 in so bile prve vlaknene plošče, proizvedene v Sloveniji in na Balkanu. Prvo linijo po mokrem postopku je leta 1979 zamenjala druga proizvodna linija po suhem postopku. Podjetje »Lesonit« je leta 2000, le nekaj let po stečaju, prevzela italijanska korporacija Fantoni S.p.a., ki je tovarno tehnološko popolnoma posodobila in v letih 2006 ter 2007 zagnala novo, tretjo proizvodno linijo proizvajalca Siempelcamp.
Danes se naselje širi do reke Reke, kjer stoji mestna industrijska cona. Železnica loči industrijski del mesta od stanovanjskega, ki se bistveno ne širi več. Zaradi bližine državne meje s Hrvaško so se pojavila tudi transportna špedicijska podjetja.
Po gospodarski krizi (po letu 2010) se je ilirskobistriško gospodarstvo opomoglo. Ob novi mestni obvoznici je bila urejena nova mestna industrijska cona. Največja industrijska cona v občini je Plama pri Podgradu, kjer deluje podjetje Plama-Pur. Uspešno se razvija tudi manjša industrijska cona na Baču, kjer sedaj deluje več manjših podjetij. Značilnost lokalnega gospodarstva so tudi hitro rastoča avtoprevozniška podjetja v zasebni lasti. Brezposelnost v občini Ilirska Bistrica je v zadnjih letih ena najnižjih v Primorsko-notranjski statistični regiji.
V zadnjem času se opaža tudi vse večje prebujanje turizma, saj ima občina veliko neokrnjene in raznolike krajine ter veliko turističnega tranzita v poletnih mesecih. Pričakuje se predvsem razvoj kolesarskega in pohodniškega turizma.

## Naravna in kulturna dediščina

### Arheološka najdišča
Vzhodno od Ilirske Bistrice je hrib Ahac (799 m), kjer je bila nekoč utrjena naselbina. Zgrajena je bila v železni dobi in stalno poseljena vse do antike, kar so potrdila izkopavanja v začetku 20. stoletja, ki so odkrila ostanke rimskih zgradb znotraj gradišča. Starejša literatura iz konca 19. stoletja omenja pod naselbino na severni strani precej velike gomile, tudi do 50 metrov, toda novejša arheološka topografija ni potrdila njihovega obstoja. 
Proti severozahodu v smeri proti hribu Stražica, poteka linija 3 km dolgega masivnega zidu. Terasa zidu se nato spusti proti zahodu do gradišča nad Trnovim in se obrne v smeri nazaj proti Ahacu, kjer se tudi zaključi. Zidovje je zapiralo naravni prehod med obema vzpetinama in prehod proti trnovskemu gradišču. Nenavadna kontrolna zapora ima morda predrimsko zasnovo, strateški pomen pa je obdržala tudi znotraj obrambnega sistema, imenovanega Claustra Alpium Iuliarum. To potrjuje med drugim tudi odkritje antičnih zgradb, vključenih v zidno konstrukcijo, ki je merila v širino povprečno štiri metre. 
Terasasto zasnovano gradišče nad Trnovim spada med največje naselbinske komplekse na Krasu, obdaja ga skoraj 1000 metrov dolg nasip, ponekod visok tudi pet metrov. Gradišče je bilo poseljeno v železni dobi pravtako tudi v antiki. Znotraj naselja je bil konec 19. stoletja izkopan skeletni grob iz železne dobe z bogatimi pridatki (bronasto posodje, orožje). V gradišču so odkrili ostanke lesenih objektov. K naselbini je sodilo tudi grobišče, v katerem so odkopali okoli 200 grobov, večino iz obdobja med 6. in 4. stoletjem pred našim štetjem. Grobovi so bili žarni, med pridatki se pogosto omenja apulska keramika. Leta 1978 so odkrili še 133 grobov z žarami in brez njih, pokriti so bili s keramičnimi ploščami. Najdbe keramičnega posodja, bronastih in železnih predmetov sodijo v obdobje med 8. in 5. stoletjem pred našim štetjem. Po načinu pokopa in grobnih pridatkih je trnovska nekropola značilen predstavnik notranjsko-kraške kulturne skupine v starejši železni dobi. Na skalnati vzpetini Gradina na vzhodnem delu Ilirske Bistrice so vidni temelji in del nekdanjega gradu iz 12. stoletja. Grad se je uvrščal v strnjen niz gradov ob reki Reki, postavljen je bil na pomembni strateški točki. V virih se grad omenja v 13. stoletju, ko so v njem bivali bistriški gospodje, pozneje je bil last devinskih grofov, v 14. stoletju pa je prišel pod pravno oblast Postojne in s tem pod Auersperge. V 17. stoletju so prebivalci uporabljali grad za shrambo in zatočišče. Njegov nekdanji videz se je ohranil na upodobitvi Valvasorja.

### Geološka dediščina
Mesto Ilirska Bistrica leži na Ilirskobistriškem fosilnem plazu. Gre za plaz izjemnih razsežnosti, največji znani plaz v Sloveniji, ki se je sprožil pred približno dvema milijonoma let na območju med Ilirsko Bistrico in Volovjo rebrijo. Zdrsnil je rob Snežniške planote površine približno 20 km², debeline med 200 in 250 m in prostornine okoli 5 milijard m³. Plaz je leta 2011 odkril geolog Ladislav Placer. Ker je plaz dobro ohranjen in je med največjimi na svetu, predstavlja vrhunsko geološko in geomorfološko naravno dediščino svetovnega formata.

### Sakralna dediščina
- cerkev svetega Petra, župnijska cerkev
- cerkev svetega Jurija, podružnica